# Pullenreuth

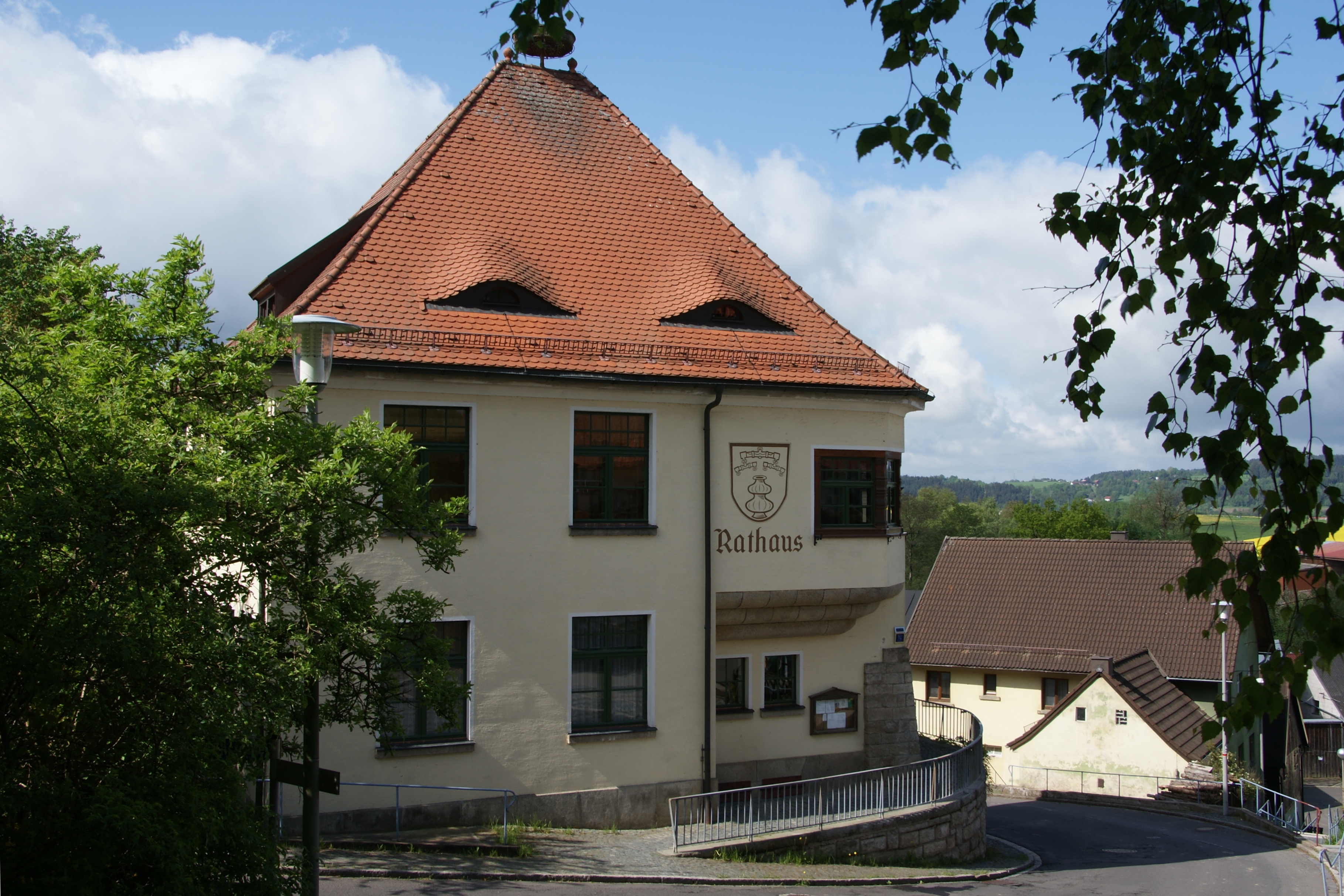
Das Rathaus von Pullenreuth

Pullenreuth (bairisch: Bullnrad) ist eine Gemeinde im Oberpfälzer Landkreis Tirschenreuth und Mitglied der Verwaltungsgemeinschaft Neusorg.

## Geografie

### Geografische Lage
Die Gemeinde liegt am Fuße des Steinwaldes und grenzt an das Fichtelgebirge. Sie liegt auch an der ehemals wichtigen Handelsstraße von Nürnberg nach Prag. Durchs Gemeindegebiet fließt die Fichtelnaab.
Der Gemeindeteil Pilgramsreuth ist auch Namensgeber der naturräumlichen Untereinheit Pilgramsreuther Sattel (394-B), welche den Abschnitt der Kösseine zum Steinwald von der naturräumlichen Haupteinheit Hohes Fichtelgebirge (394) unterteilt.

### Gemeindegliederung
Die Gemeinde Pullenreuth hat 35 Gemeindeteile (in Klammern ist der Siedlungstyp angegeben):
- Arnoldsreuth (Dorf)
- Dechantsees (Dorf)
- Dreihäuser (Weiler)
- Funkenau (Einöde)
- Gibitzenhäusl (Einöde)
- Glasschleif (Einöde)
- Haid (Dorf)
- Haidelfurth (Einöde)
- Harlachberg (Weiler)
- Haselbrunn (Dorf)
- Höll (Weiler)
- Kautzenhof (Weiler)
- Kellermühle (Weiler)
- Klausenhäusel (Kirche)
- Kreuzweiher (Weiler)
- Kronau (Weiler)
- Kunzenlohe (Weiler)
- Langentheilen (Weiler)
- Leimgruben (Weiler)
- Lochau (Dorf)
- Mengersreuth (Dorf)
- Neuhof (Weiler)
- Neuköslarn (Weiler)
- Neuweiher (Einöde)
- Pilgramsreuth (Dorf)
- Pullenreuth (Pfarrdorf)
- Rehbühl (Pullenreuth) (Einöde)
- Rothenfurth (Weiler)
- Schindellohe (Dorf)
- Schlag (Einöde)
- Tannenhäusl (Weiler)
- Trevesen (Dorf)
- Trevesenhammer (Dorf)
- Waldhaus (Einöde)
- Zottenwies (Einöde)

Es gibt die Gemarkungen Dechantsees, Höll u.Haid, Langentheilen, Lochau, Mengersreuth, Neuköslarn, Pilgramsreuth, Pullenreuth und Trevesen.

### Nachbargemeinden
| Neusorg |                                             | Waldershof |
| Kulmain | Kompassrose, die auf Nachbargemeinden zeigt |            |
| Kemnath |                                             | Erbendorf  |

## Geschichte
Der Ort Pullenreuth wurde zum ersten Mal im Jahr 1244 als „Pulenrvth“ urkundlich erwähnt. Man geht davon aus, dass der Ort schon mindestens seit dem Beginn des 11. Jahrhunderts existierte. Im Jahr 1228 wurde der Ort als „Bulenrut“ bezeichnet, 1244 als „Pulenrevte“, um etwa 1285 als „Pulnr(iut)“, 1311 als „Polenrivt“, 1326 als „Altenpulenriut ... Pulenriut“, 1329 als „Pulenrut“, 1377 als „Pulnrewt“, 1438 als „Polnreut“ und 1596 schließlich in der heute gültigen Schreibweise des Ortsnamens.
Um das Jahr 1285 ließ der Herzog Pullenreuth in ein so genanntes Salbuch eintragen, das die Zugehörigkeit zur Burg Waldeck beschrieb:
- „Redditus bonorum castri in Waldecke“ (Verzeichnis der Güter der Burg zu Waldeck)
- „A l t e n p u l n r e u t proprium“ (eigen)
- „P u l n r e t unus mansus“ (ein Hofgut)

1286 wird Pullenreuth vom Kloster Waldsassen übernommen.  Der Ort gehörte zu dessen Stiftland bis zur Säkularisation 1803, er kam in der Folge zu Bayern.  Die Herstellung der gemeindlichen Selbstverwaltung erfolgte über das Zweite Gemeindeedikt vom 17. Mai 1818.

### Eingemeindungen
Im Jahr 1945 oder 1946 wurde ein Teil der Gemeinde Dechantsees eingegliedert. Im Zuge der Gebietsreform in Bayern kamen am 1. Januar 1972 Lochau, Mengersreuth, Pilgramsreuth und Trevesen hinzu. Ein kleiner Teil der aufgelösten Gemeinde Poppenreuth mit etwa zehn Einwohnern wurde nach Pullenreuth umgegliedert. Das weitaus größere Gebiet der aufgelösten Gemeinde Langentheilen, das im Jahr 1945 oder 1946 die Gemeinde Höll und Haid und den Restteil von Dechantsees aufgenommen hatte, folgte am 1. Mai 1978.

### Entstehung des Ortsnamens
Die Namen von Pullenreuth und des Gemeindeteils Mengersreuth enden mit der Silbe -reuth, was wohl mit gerodet, roden, Rodung zu übersetzen ist. Der Anfang des Ortsnamens geht angeblich auf einen Mann namens Meingotz zurück. Doch dies ist wohl ein Irrtum; Mengersreuth ist nicht so alt wie Pullenreuth (mittelhochdeutsch: „Pulnruit“). Demnach soll der Name Mengersreuth auf das Adelsgeschlecht der Mengersreuther (Mengersreuth bei Weidenberg in Oberfranken) zurückgehen, die 1407 Grund in Riglasreuth erwarben und dort eine Burg errichteten. Sie vergrößerten ihr Gebiet weiter bis Pullenreuth. In Pullenreuth besaßen sie 1910 nur das Gebiet rechts des Hartbaches; fortan hieß dieser Teil Mengersreuth, der andere Dechantsees.

### Einwohnerentwicklung
Zwischen 1988 und 2018 sank die Einwohnerzahl von 1953 auf 1692 um 261 bzw. um 13,4 %.

## Religion

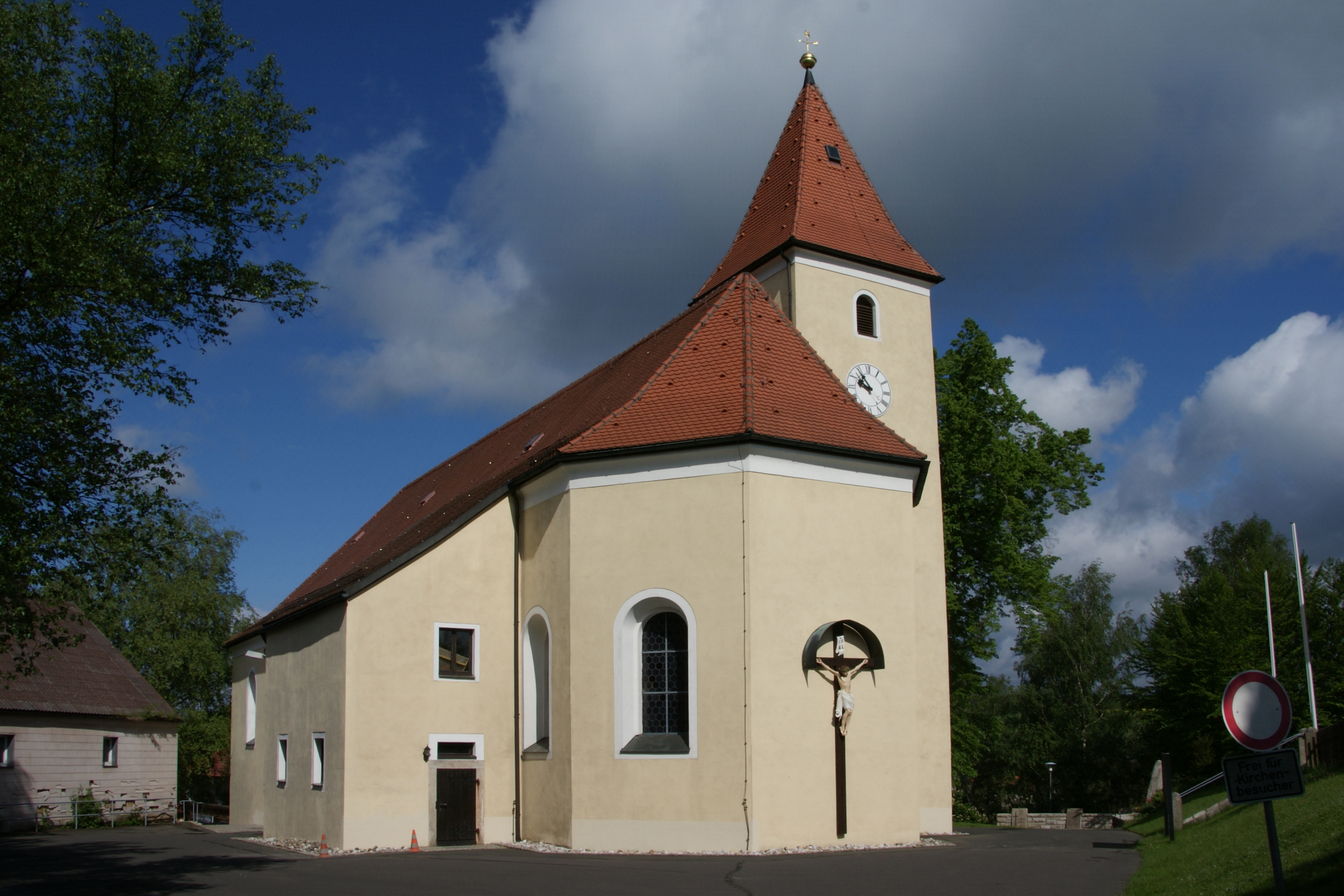
Katholische Kirche St. Martin

Die Pullenreuther Bevölkerung bekennt sich nahezu ausnahmslos zur römisch-katholischen Kirche.

## Politik

### Gemeinderat
Die Gemeinderatswahlen seit 2014 ergaben folgende Stimmenanteile bzw. Sitzverteilungen:
| Partei/Liste                                        | 2020 | 2020  | 2014  |
| Partei/Liste                                        | %    | Sitze | Sitze |
| --------------------------------------------------- | ---- | ----- | ----- |
| CSU                                                 | 53,9 | 7     | 5     |
| Unabhängige Wählergemeinschaft Pullenreuth (U.W.G.) | 26,2 | 3     | 3     |
| Freie Wählergemeinschaft Pullenreuth (FWG)          | 19,9 | 2     | 3     |
| SPD                                                 | –    | –     | 1     |

### Wappen
| Wappen von Pullenreuth | Blasonierung: „In Rot unter einer silbernen Deichselwaage ein goldenes Trinkgefäß (sog. Doppelscheuer).“ |
| Wappen von Pullenreuth | Die Gemeinde führt das Wappen seit 1973.                                                                 |

### Partnergemeinden
- Černošín, Tschechien

## Wirtschaft und Infrastruktur
Pullenreuth ist eine Agrargemeinde, d. h., dass viele der Bürger Bauern sind.

### Verkehr
Pullenreuth hat keinen eigenen Anschluss an Autobahnen oder Bundesstraßen, jedoch wird der Ortsname auf dem Abfahrtsschild Nr. 15 der A 93 erwähnt. Pullenreuth liegt an der Staatsstraße zwischen den Regionszentren Kemnath und Marktredwitz.

### Bildung
Pullenreuth hatte bis zum Schuljahr 2006/07 eine Grundschule, die etwa von 100 Schülern besucht wurde.

### Sehenswürdigkeiten
- Sehenswert ist die Glasschleife Pullenreuth.
- Schloss Trevesenhammer
- Heilig-Kreuz-Kirche

### Schwedenkreuz

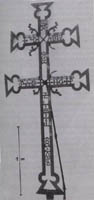
Schwedenkreuz

Um das sogenannte Schwedenkreuz von Dechantsees rankt sich eine Sage: „Im Dreißigjährigen Krieg rissen die Schweden das schwere Eisenkreuz vom Dach der Heilig-Kreuz-Kapelle in Dechantsees und wollten es in einem Brunnen versenken. Doch das Kreuz ging nicht unter und kam immer wieder hoch.“ Seitdem wird das Kreuz im Inneren der Dechantseeser Kapelle aufbewahrt. Auf dem Giebel befindet sich eine Kopie. Die Inschrift des Kreuzes lautet „Crux Sancti Patris Benedicti Crux Sacra Sit Mihi Lux Non Draco Sit Mihi Dux Vade Retro Satanas Nunquam Suade Mihi Vana Sint Mala quae…“, zu deutsch: Das Kreuz des heiligen Vaters Benedikt Das Kreuz sei mir Licht; nicht der Drache/Teufel sei mein Führer. Weiche zurück Satan; niemals rate mir nichtige Taten. Sei es auch Schlimmes, was du trinkst…